# Munkshöjdens kyrka
Munkshöjdens kyrka (finska: Munkkivuoren kirkko) är en kyrka i Helsingfors. Den planerades av Olavi Kantele och blev klar år 1963. Kyrkans orgel byggdes av Kangasala orgelfabrik och installerades i kyrkan 1965. Kyrksalen och församlingshemmet grundrenoverades 1997. Kyrkan används av Munkkiniemen seurakunta.